# Kościół Świętych Apostołów Szymona i Judy Tadeusza w Łubienku
Kościół Świętych Apostołów Szymona i Judy Tadeusza w Łubienku – rzymskokatolicki kościół parafialny pw. Świętych Apostołów Szymona i Judy Tadeusza, zbudowany w latach 1948–1951, znajdujący się w Łubienku.

## Historia
Pierwszy kościół w Łubienku z drewna modrzewiowego pw. Świętych Apostołów Szymona i Judy Tadeusza poświęcił w 1544 bp Walerian Władysławski. Obecny został wybudowany w latach 1948–1951 na miejscu starszej świątyni z 1857, która uległa zniszczeniu jesienią 1944 roku podczas frontu II wojny światowej. 

## Architektura i wyposażenie
Jest to drewniana budowla konstrukcji zrębowej. Trójbocznie zamknięte prezbiterium przylega do szerszej nawy. Zewnątrz z trzech stron korpus nawowy otaczają wsparte na profilowanych słupach soboty, co jest rzadkością wśród kościołów dzwudziestowiecznych. Ściany oszalowane pionowo deskami z listwowaniem, wzmocnione lisicami. Obiekt przykryty blaszanym dachem dwukalenicowym dwuspadowym, wyższym nad nawą z wieżyczką na sygnaturkę zwieńczoną hełmem z latarnią.  
Wewnątrz sklepienie kolebkowe w nawie i o przekroju trapezu w prezbiterium. Wnętrze wyłożone boazerią. Wyposażenie współczesne. W ołtarzu głównym obraz Matki Bożej Nieustającej Pomocy. Ołtarze boczne autorstwa rzeźbiarza Władysława Janasa. Na terenie przykościelnym, arkadowa murowana dzwonnica z trzema dzwonami.

## Galeria

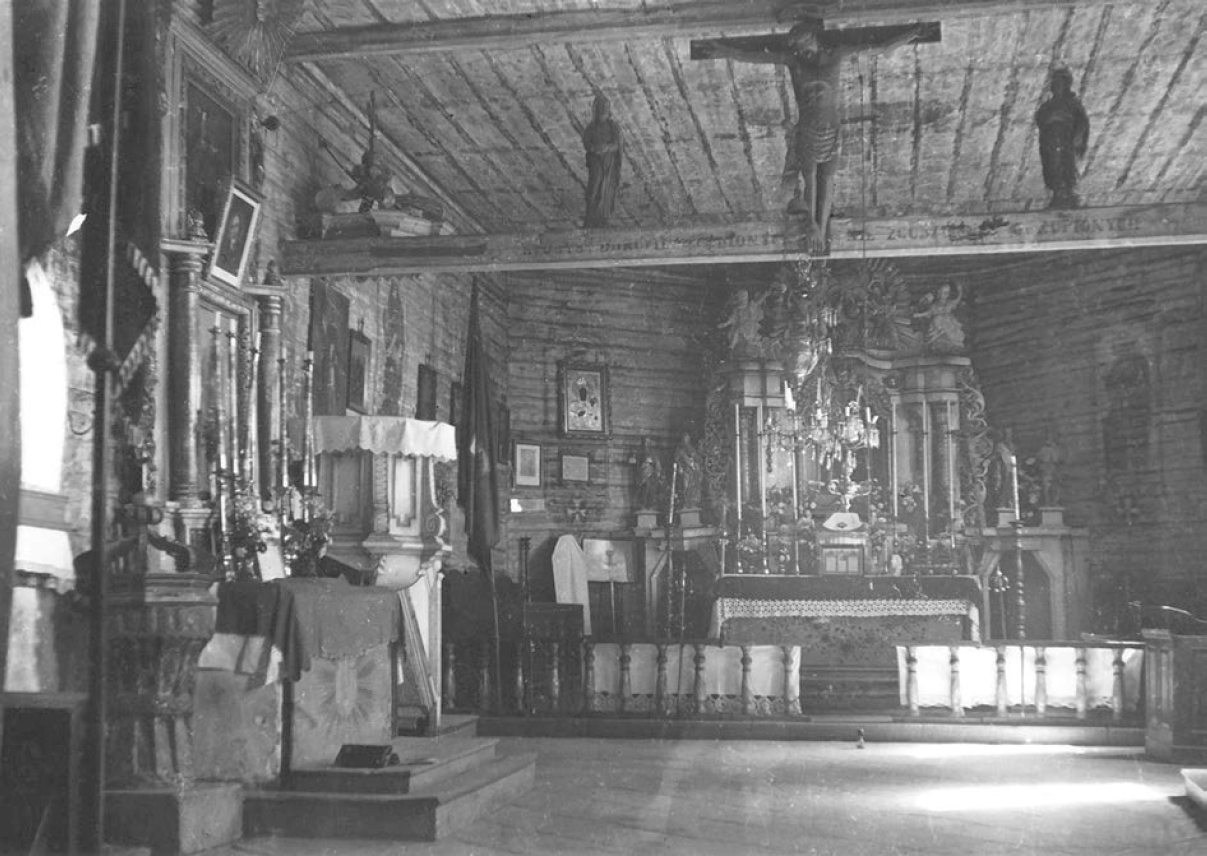
Wnętrze starego kościoła (1939)
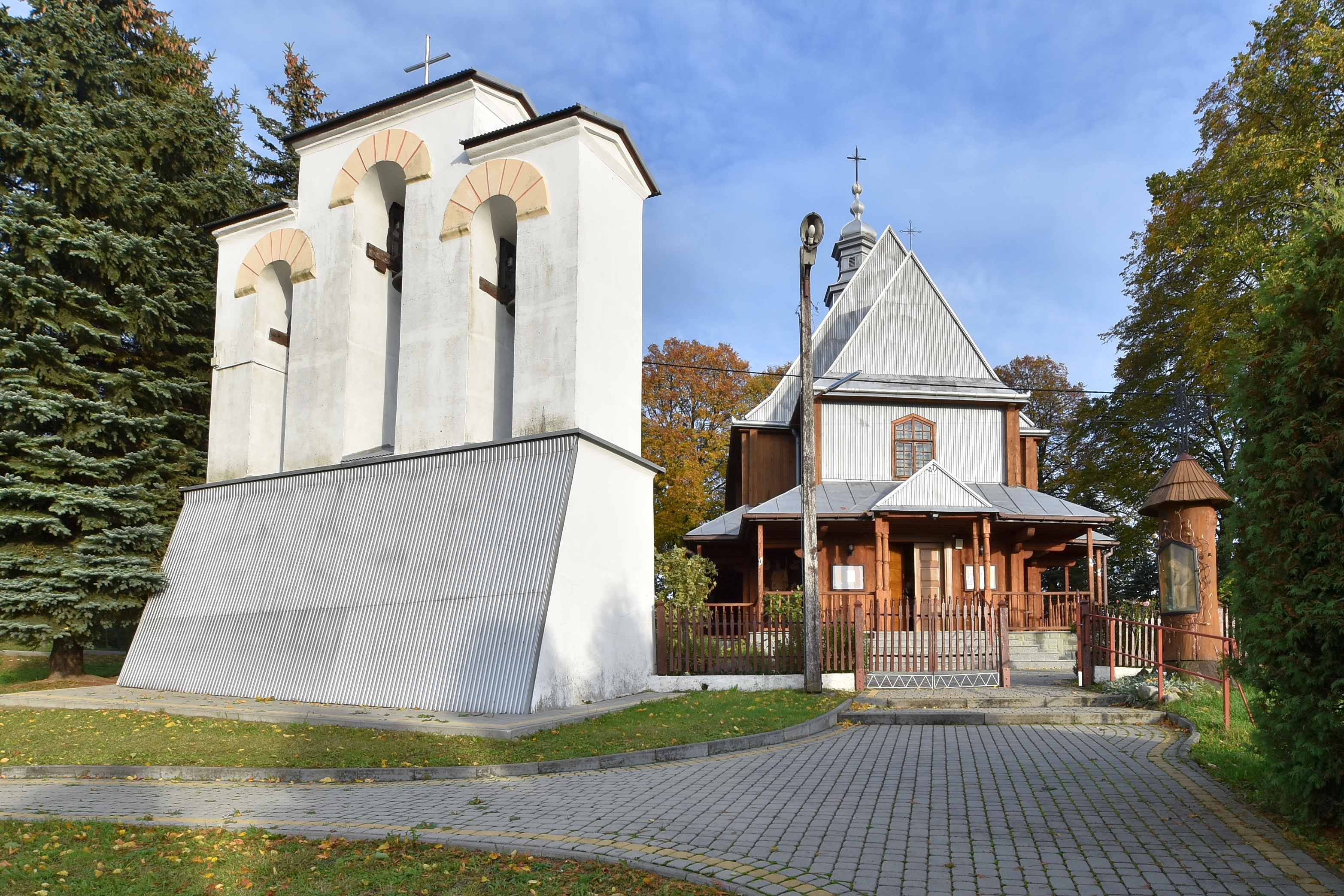
Widok ogólny
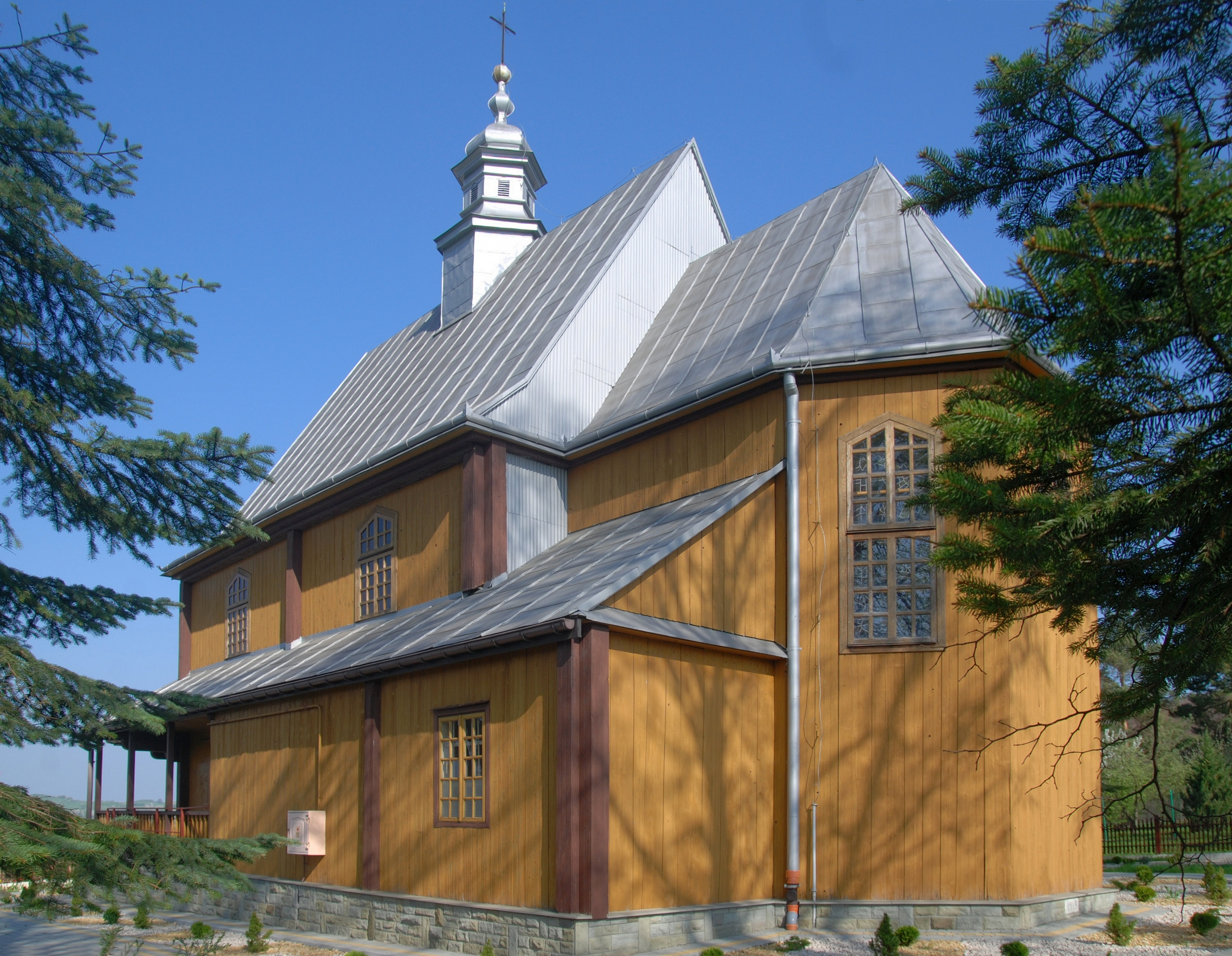
Elewacja wschodnia
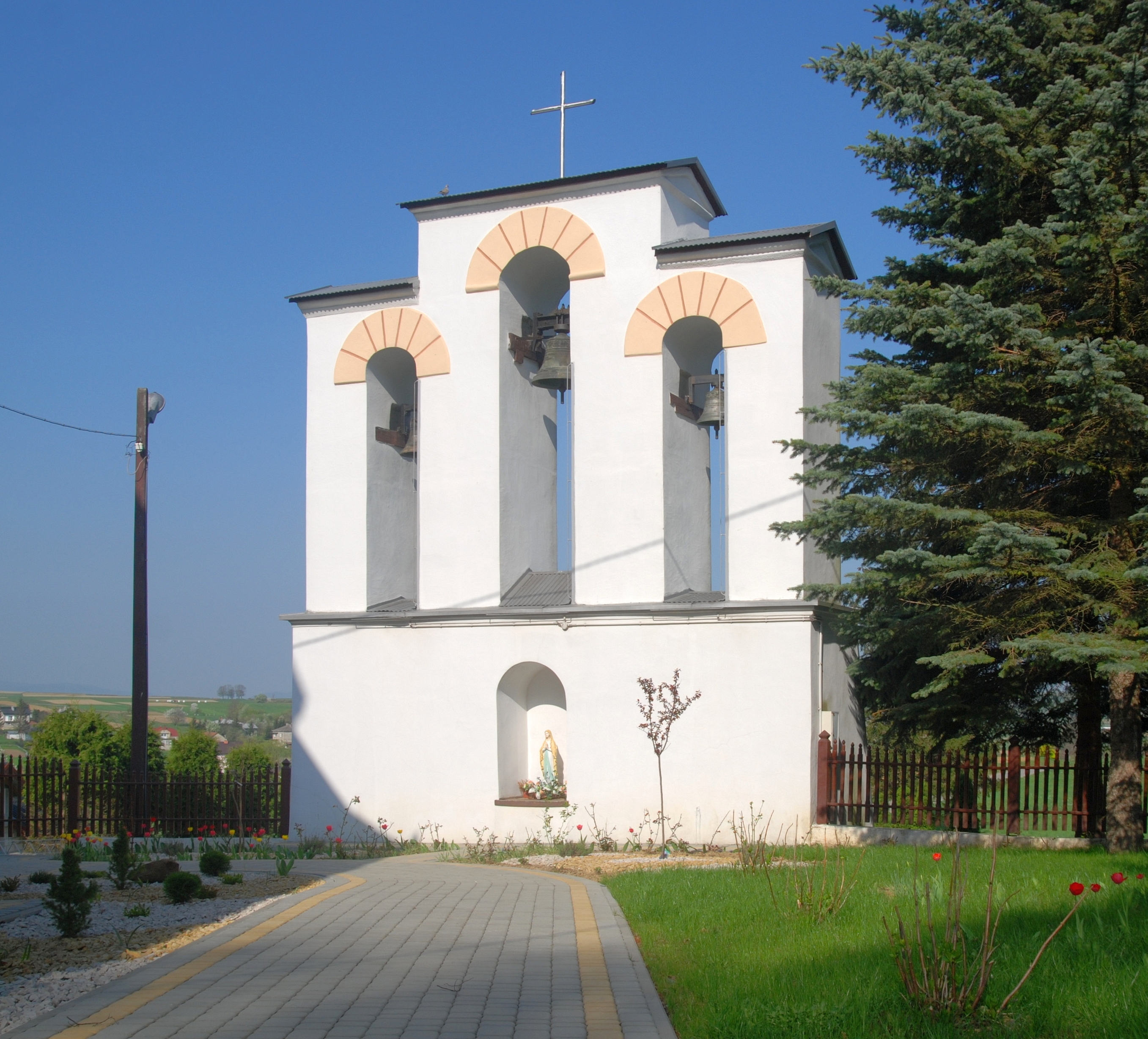
Dzwonnica